# 陽令終
陽令終（？—前515年），羋姓，陽氏，名令終，中国春秋时期楚国人。

## 家族
陽令終是楚穆王的玄孙，王子扬的曾孙，阳匄的儿子，有弟弟陽完、陽佗。

## 被殺
鄢將師、費無忌向令尹囊瓦（子常）陷害郤宛，囊瓦誅殺郤宛一家，並殺害陽令終、陽完、陽佗三兄弟。